# کوکووو (استان پومرانی)
کوکووو (به لهستانی:  Kukowo) یک منطقهٔ مسکونی در لهستان است که در گمینا سووپسک واقع شده‌است. کوکووو  ۲۱۲ نفر جمعیت دارد.